# TFF 1. Lig 2021-2022
La TFF 1. Lig 2021-2022 è stata la 21ª edizione della TFF 1. Lig, la seconda serie del campionato turco di calcio. Il campionato è iniziato il 15 agosto 2021 con la prima giornata e si è chiuso il 2 giugno 2022 con la finale dei play-off per la promozione. Il campionato è stato vinto dall'Ankaragücü, che è stato promosso in Süper Lig assieme all'Ümraniyespor, secondo classificato e all'İstanbulspor, vincitore dei play-off promozione.

## Stagione

### Novità
Dalla TFF 1. Lig 2020-2021 sono stati promossi in Süper Lig l'Adana Demirspor, il Giresunspor e l' Altay. Dalla Süper Lig 2020-2021 sono retrocessi l'Erzurumspor FK, l'Ankaragücü, il Gençlerbirliği e il Denizlispor. Dalla TFF 2. Lig 2020-2021 sono stati promossi l'Eyüpspor, il Manisaspor e il Kocaelispor.

### Formula
Le 18 squadre partecipanti si affrontano in un girone all'italiana con doppie partite di andata e ritorno, per un totale di 34 giornate. Le prime due classificate sono promosse direttamente in Süper Lig. Le squadre classificate dal terzo al sesto posto si affrontano nei play-off promozione e la squadra vincitrice viene promossa in Süper Lig. Le ultime tre classificate sono retrocesse in TFF 2. Lig.

## Squadre partecipanti
| Squadra        | Città                | Stadio                             | Stagione precedente                |
| -------------- | -------------------- | ---------------------------------- | ---------------------------------- |
| Adanaspor      | Adana                | Adana 5 Ocak Stadyumu              | 14º in TFF 1. Lig                  |
| Altınordu      | Smirne               | Doğanlar Stadium                   | 6º in TFF 1. Lig                   |
| Ankaragücü     | Ankara               | Stadio Eryaman                     | 19º in Süper Lig                   |
| Balıkesirspor  | Balıkesir            | Balıkesir Atatürk Stadyumu         | 13º in TFF 1. Lig                  |
| Bandırmaspor   | Bandirma             | Stadio 17 settembre di Bandirma    | 11º in TFF 1. Lig                  |
| Boluspor       | Bolu                 | Bolu Atatürk Stadyumu              | 12º in TFF 1. Lig                  |
| Bursaspor      | Bursa                | Timsah Arena                       | 10º in TFF 1. Lig                  |
| Denizlispor    | Denizli              | Stadio Atatürk                     | 21º in Süper Lig                   |
| Erzurumspor FK | Erzurum              | Stadio Kâzım Karabekir             | 18º in Süper Lig                   |
| Eyüpspor       | Istanbul             | Stadio Eyüp                        | 1º nel gruppo rosso di TFF 2. Lig  |
| Gençlerbirliği | Ankara               | Stadio Eryaman                     | 20º in Süper Lig                   |
| İstanbulspor   | Istanbul             | Necmi Kadıoğlu Stadyumu            | 4º in TFF 1. Lig                   |
| Keçiörengücü   | Ankara               | Stadio Aktepe                      | 7º in TFF 1. Lig                   |
| Kocaelispor    | Izmit                | Stadio Kocaeli                     | Vincitore playoff di TFF 2. Lig    |
| Manisaspor     | Manisa               | Stadio 19 maggio                   | 1º nel gruppo bianco di TFF 2. Lig |
| Menemen        | Distretto di Menemen | Menemen İlçe Stadium               | 15º in TFF 1. Lig                  |
| Samsunspor     | Samsun               | Nuovo stadio 19 maggio             | 3º in TFF 1. Lig                   |
| Tuzlaspor      | Istanbul             | Stadio Municipale                  | 9º in TFF 1. Lig                   |
| Ümraniyespor   | Istanbul             | Ümraniye Belediyesi Şehir Stadyumu | 8º in TFF 1. Lig                   |

## Classifica finale
|  | Pos. | Squadra        | Pt | G  | V  | N  | P  | GF | GS | DR  |
|  | ---- | -------------- | -- | -- | -- | -- | -- | -- | -- | --- |
|  | 1.   | Ankaragücü     | 70 | 36 | 21 | 7  | 8  | 56 | 31 | +25 |
|  | 2.   | Ümraniyespor   | 70 | 36 | 21 | 7  | 8  | 64 | 37 | +27 |
|  | 3.   | Bandırmaspor   | 62 | 36 | 19 | 5  | 12 | 56 | 34 | +22 |
|  | 4.   | İstanbulspor   | 60 | 36 | 17 | 9  | 10 | 57 | 40 | +17 |
|  | 5.   | Erzurumspor FK | 58 | 36 | 16 | 10 | 10 | 55 | 44 | +11 |
|  | 6.   | Eyüpspor       | 57 | 36 | 15 | 12 | 9  | 56 | 44 | +12 |
|  | 7.   | Samsunspor     | 51 | 36 | 13 | 12 | 11 | 54 | 46 | +8  |
|  | 8.   | Boluspor       | 50 | 36 | 14 | 8  | 14 | 42 | 44 | -2  |
|  | 9.   | Manisaspor     | 49 | 36 | 14 | 7  | 15 | 45 | 44 | +1  |
|  | 10.  | Tuzlaspor      | 49 | 36 | 13 | 10 | 13 | 45 | 44 | +1  |
|  | 11.  | Denizlispor    | 49 | 36 | 14 | 7  | 15 | 46 | 50 | -4  |
|  | 12.  | Keçiörengücü   | 48 | 36 | 13 | 9  | 14 | 45 | 47 | -2  |
|  | 13.  | Gençlerbirliği | 48 | 36 | 14 | 6  | 16 | 44 | 54 | -10 |
|  | 14.  | Altınordu      | 45 | 36 | 14 | 3  | 19 | 45 | 62 | -17 |
|  | 15.  | Adanaspor      | 45 | 36 | 12 | 9  | 15 | 40 | 44 | -4  |
|  | 16.  | Kocaelispor    | 44 | 36 | 12 | 8  | 16 | 40 | 49 | -9  |
|  | 17.  | Bursaspor      | 44 | 36 | 12 | 8  | 16 | 43 | 53 | -10 |
|  | 18.  | Menemen        | 38 | 36 | 8  | 14 | 14 | 42 | 57 | -15 |
|  | 19.  | Balıkesirspor  | 12 | 36 | 3  | 3  | 30 | 26 | 77 | -51 |

Legenda:
      Promossa in Süper Lig 2022-2023
 Ammessa ai play-off
      Retrocessa in TFF 2. Lig 2022-2023
Note:
Tre punti a vittoria, uno a pareggio, zero a sconfitta.

## Play-off

### Tabellone
|  | Semifinali | Semifinali     | Semifinali | Semifinali | Semifinali |  |  | Finale       | Finale       | Finale |  |
|  |            |                |            |            |            |  |  |              |              |        |  |
|  | 5          | Eyüpspor       | 1          | 0          | 1          |  |  |              |              |        |  |
|  | 4          | Bandırmaspor   | 0          | 3          | 3          |  |  | Bandırmaspor | Bandırmaspor | 1      |  |
|  | 6          | Erzurumspor FK | 2          | 1          | 3          |  |  | İstanbulspor | İstanbulspor | 2      |  |
|  | 3          | İstanbulspor   | 4          | 0          | 4          |  |  |              |              |        |  |

### Semifinali
|                | Risultati |                | Luogo e data             |
| -------------- | --------- | -------------- | ------------------------ |
| Erzurumspor FK | 2 - 4     | İstanbulspor   | Erzurum, 25 maggio 2022  |
| İstanbulspor   | 0 - 1     | Erzurumspor FK | Istanbul, 29 maggio 2022 |
|                |           |                |                          |
| Eyüpspor       | 1 - 0     | Bandırmaspor   | Eyup, 25 maggio 2022     |
| Bandırmaspor   | 3 - 0     | Eyüpspor       | Bandirma, 29 maggio 2022 |
|                |           |                |                          |

### Finale
|              | Risultati |              | Luogo e data          |
| ------------ | --------- | ------------ | --------------------- |
| Bandırmaspor | 1 - 2     | İstanbulspor | Smirne, 2 giugno 2022 |
|              |           |              |                       |